# Yongdinglu, Peking
Yongdinglu är ett stadsdelsdistrikt i Peking i Kina. Det ligger i Haidian i storstadsområdet Peking, i den nordöstra delen av landet. Antalet invånare är 49 346. Befolkningen består av 22 916 kvinnor och 26 430 män. Barn under 15 år utgör 6,0 %, vuxna 15-64 år 77 %, och äldre över 65 år 15,0 %.